# Raukorn
Rauhkorn (frühneuzeitlich auch Rauchkorn, heute als Raukorn zu schreiben) ist eine historische Bezeichnung für „raues Getreide“, also Getreide mit Grannen. Das sind insbesondere Dinkel, Hafer und Gerste. Der Gegensatz „glattes Getreide“ bezeichnet Arten ohne Grannen, also beispielsweise Weizen.
Rauhkorn bezeichnete auch das Gemenge aus verschiedenen Getreidesorten; in der Abgabe von gedroschenem, vermischtem Korn wurde auch die sinnverwandte Bezeichnung Rauhkern verwendet.